# Eric Portman
Eric Harold Portman, född 13 juli 1901 i Halifax, West Yorkshire, död 7 december 1969 i St. Veep, Cornwall, var en brittisk skådespelare.

## Roller i urval
- 1937 – Månskenssonaten
- 1937 – Prinsen och tiggaren
- 1941 – 49:de breddgraden
- 1942 – Ett av våra bombplan saknas
- 1947 – Dear Murderer
- 1951 – Det mörka rummet
- 1955 – Mästerrymmarna på Colditz
- 1962 – Det fördolda
- 1962 – Mannen som dog 3 gånger
- 1965 – Jakt på främmande ubåt
- 1966 – Spionen med den kalla nosen
- 1968 – Fallet Henry Clarke